# The Brisco Brothers
The Brisco Brothers was een professioneel worsteltag-team dat bestond uit de broers Jack en Jerry Brisco. De broers waren actief in verschillende worstelpromoties, onder andere in het World Wrestling Federation (WWF).
In 2008, WWE induceerde de The Brisco Brothers in de WWE Hall of Fame.

## Kampioenschappen en prestaties
- Championship Wrestling from Florida
  - NWA Florida Tag Team Championship (8 keer)
  - NWA United States Tag Team Championship (5 keer)
  - NWA North American Tag Team Championship (2 keer)

- Eastern Sports Association
  - ESA International Tag Team Championship (1 keer)

- Georgia Championship Wrestling
  - NWA Georgia Tag Team Championship (2 keer)

- Mid-Atlantic Championship Wrestling
  - NWA World Tag Team Championship (3 keer)

- World Wrestling Council
  - WWC North American Tag Team Championship (1 keer)

- World Wrestling Entertainment
  - WWE Hall of Fame (Class of 2008)